# مارتن غروبر (ممثل)
مارتن غروبر (بالألمانية: Martin Gruber)‏ (و. 1970  م) هو ممثل، وممثل أفلام، وممثل مسرحي ألماني، ولد في ميونخ.

## وصلات خارجية
- مارتن غروبر على موقع IMDb (الإنجليزية)
- مارتن غروبر على موقع ألو سيني (الفرنسية)
- مارتن غروبر على موقع ميوزك برينز (الإنجليزية)
- مارتن غروبر على موقع قاعدة بيانات الفيلم (الإنجليزية)
- مارتن غروبر على موقع كينوبويسك (الروسية)

- مارتن غروبر في قاعدة بيانات الأفلام على الإنترنت